# III. Henrik francia király
III. Henrik (franciául: Henri III, lengyelül: Henryk; Fontainebleau, Francia Királyság, 1551. szeptember 19. – Saint-Cloud, Francia Királyság, 1589. augusztus 2.), Valois-házból származó francia királyi herceg, előbb Lengyelország királya és Litvánia nagyfejedelme 1573 és 1575 között, majd fivére örökös nélkül való halálát követően Franciaország királya 1574-től 1589-ben való merénylet általi haláláig. A Capeting-ház Valois-házának utolsó uralkodója a francia trónon.
II. Henrik francia király és Medici Katalin királyné negyedik fiaként nem számoltak azzal, hogy örökli majd apja trónját, így alkalmas jelöltnek számított a Lengyel–Litván Unió megüresedett trónjára, amelyre 1573-ban, huszonegy éves korában meg is választották. Rövid uralkodása alatt elismerte a lengyel nemesség királyválasztó jogát, majd 1574-ben elhagyta az országot, hogy utód nélkül elhunyt fivére, IX. Károly örökébe lépjen.
A Francia Királyságot ekkor vallásháborúk sora sújtotta, Henrik tekintélyét pedig aláásták a külső hatalmak által támogatott radikális politikai csoportok: a Katolikus Liga (Spanyolország és a pápa által), a protestáns hugenották (Anglia és a németalföldi rendek támogatásával) és a Malcontents (saját öccse, Ferenc, Alençon hercege és azon katolikus és protestáns arisztokraták pártja, akik szembe helyezték magukat Henrik abszolutista elképzeléseivel). Fivére, Ferenc herceg halálát követően a vallásháborúk utódlási válságba és „a három Henrik háborújába” csapott át. Henrik örököséül távoli unokatestvérét, a protestáns III. Henrik navarrai királyt jelölte meg, akit a Liga vezetője, Henrik, Guise hercege nem támogatott, helyette a katolikus Charles de Bourbon roueni érseket akarta Henrik örökösének.
1589-ben Jacques Clément radikális katolikus szerzetes egy tőrszúrással megsebesítette a királyt, aki másnap belehalt sérüléseibe. Utódja végül Navarrai Henrik lett, aki miután áttért a katolikus vallásra IV. Henrik néven Franciaország első Bourbon-házi királya lett.

## Élete

### Ifjúkora
Henrik 1551-ben született II. Henrik francia király és Medici Katalin királyné harmadik fiaként, a fontainebleau-i kastélyban. 9 éves volt édesapja halálakor. Alig 18 évesen bekapcsolódott a hugenották elleni harcokba: Gaspard de Saulx, a későbbi Tavannes marsall mentorálásával 1569-ben Jarnacnál és Moncontournál győzelmet aratott, illetve 1572-ben főszerepe volt a Szent Bertalan-éji vérengzés kirobbanásában. Házasságot tervezett a nála jóval idősebb I. Erzsébet angol királynővel, hogy megszerezze Anglia trónját, de a királynő nem élt a lehetőséggel.

### Lengyel királysága
1573-ban – részben édesanyja mesterkedései révén – lengyel királlyá választották, 1574 februárjában pedig Krakkóban királlyá koronázták. Négy hónappal később bátyja, IX. Károly francia király váratlanul elhunyt, ezért június 18-án Henrik titokban elhagyta Lengyelországot, és visszament Franciaországba.

### Első évei Franciaország királyaként
1575. február 15-én koronázták királlyá Reimsben, a következő nap pedig összeházasodott Vaudémont Lujzával, a nagy hatalmú Guise család rokonával.
A katolikus Guise-ek rossz szemmel nézték, hogy Henrik 1576. május 5-én a beaulieui békében szabad vallásgyakorlatot biztosított a hugenották számára. Válaszul a hercegi család nem sokkal később megalapította a Katolikus Ligát, amely hivatalosan a katolikus vallás védelmét, rejtetten a Valois-ház megbuktatását, és a Guise-ek hatalmának megszilárdítását tűzte ki célul. Amikor Henrik rájött a Liga valódi céljára – ellenfeleit kijátszandó – maga lett annak a feje.

### A három Henrik háborúja
A gyermektelen királynak 1584. június 10-én elhunyt az öccse, a trónörökös Ferenc alençoni herceg, ezzel viszont a Valois-ház kihalása vált valószínűvé. A megbuktatásától tartó király Navarrai Henrikkel, a hugenották vezérével bocsátkozott alkudozásokba: megígérte, hogy a katolizálásért cserébe trónörökösnek ismeri el Navarrai Henriket. A Guise-ek, amikor értesültek az eseményekről, háborút robbantottak ki („három Henrik háborúja”). A megrémült, és átokkal fenyegetett király 1585. július 7-én Nemours-ban visszatért a Ligához, és a Liga parancsára a hugenottákat ismét számkivetésre és birtokvesztésre ítélte. 1588 januárjában a Liga vezetői ultimátumot terjesztettek Henrik elé, melyben követelték az inkvizíció behozatalát Franciaországba az eretnekség kiirtására; illetve a Ligának való feltétlen engedelmeskedést. A király tőle szokatlan határozottsággal visszautasította a követeléseket, és a saját védelmére 4000 svájci zsoldost csoportosított Párizsban. Ekkor következett be az úgynevezett „torlaszok napja” (május 12.): a Liga és a fellázított tömeg a Louvre-ban ostrom alá fogta a királyt, aki csak nagy nehezen tudott Chartres-ba menekülni. A diadalittas Liga ezt követően Bourbon bíborost jelölte ki királlyá, Guise Henrik pedig a kormányzói méltóságot öltötte magára. Henrik királyt a határozatok aláírására kényszerítették, majd esküt kellett tennie Blois-ban vállalásai megtartásáról. A király mindenbe belement, ráadásul engedélyt adott a Ligának az eretnekek elleni irtó háborúra.

### Guise Henrik és III. Henrik meggyilkolása
A király nem tudta elviselni a megaláztatását, és december 23-án testőrei által a királyi lak előszobájában meggyilkoltatta Guise Henriket, másnap pedig Guise Lajos bíborost ölette meg börtönében. Ekkor a Liga élére a harmadik Guise herceg, Charles de Mayenne állt, valamint az ország több városa (Párizzsal az élén) fellázadt az esküszegő uralkodó ellen. Henrik először Tours-ba menekült, majd 1589. április 3-án Navarrai Henrik védelme alá helyezte magát: tettéért a pápa átokkal sújtotta. A két Henrik ekkor a lázongó Párizshoz ment, ahol a fanatizált lakosság heves harcra készült. Mialatt folyt Párizs ostroma, augusztus 1-jén egy Jacques Clément nevű domonkos-rendi szerzetes egy tőrszúrással megsebesítette a királyt. Bár az őrök szinte azonnal lerohanták Clémentet, Henrik életét már nem lehetett megmenteni: a következő nap belehalt a sérüléseibe – de előtte még utódjának jelölte ki Navarrai Henriket. A szerzetest büntetésképpen felnégyelték és utána elégették.

## Családfa
| I. Ferenc sz. 1494. IX. 12. † 1547. III. 31. | I. Ferenc sz. 1494. IX. 12. † 1547. III. 31. |                                                |                                                | Valois Klaudia sz. 1499. X. 13. † 1524. VII. 20. | Valois Klaudia sz. 1499. X. 13. † 1524. VII. 20. |  |  | II. Lorenzo de’ Medici sz. 1492. IX. 9. † 1519. V. 4. | II. Lorenzo de’ Medici sz. 1492. IX. 9. † 1519. V. 4. |                                                |                                                | Madeleine de la Tour d’Auvergne | Madeleine de la Tour d’Auvergne |
|                                              |                                              |                                                |                                                |                                                  |                                                  |  |  |                                                       |                                                       |                                                |                                                |                                 |                                 |
|                                              |                                              |                                                |                                                |                                                  |                                                  |  |  |                                                       |                                                       |                                                |                                                |                                 |                                 |
|                                              |                                              | II. Henrik sz. 1519. III. 31. † 1559. VII. 10. | II. Henrik sz. 1519. III. 31. † 1559. VII. 10. |                                                  |                                                  |  |  |                                                       |                                                       | Medici Katalin sz. 1519. IV. 13. † 1589. I. 5. | Medici Katalin sz. 1519. IV. 13. † 1589. I. 5. |                                 |                                 |
|                                              |                                              |                                                |                                                |                                                  |                                                  |  |  |                                                       |                                                       |                                                |                                                |                                 |                                 |
|                                              |                                              |                                                |                                                |                                                  |                                                  |  |  |                                                       |                                                       |                                                |                                                |                                 |                                 |
|                                              |                                              |                                                |                                                |                                                  |                                                  |  |  |                                                       |                                                       |                                                |                                                |                                 |                                 |

|  |  | Lotaringiai Lujza sz. 1553. IV. 30. † 1601. I. 29. OO 1576. II. 15. | Lotaringiai Lujza sz. 1553. IV. 30. † 1601. I. 29. OO 1576. II. 15. | III. Henrik sz. 1551. IX. 19. † 1589. VIII. 2. | III. Henrik sz. 1551. IX. 19. † 1589. VIII. 2. |  |  |  |  |
|  |  |                                                                     |                                                                     |                                                |                                                |  |  |  |  |